# Mihaela Runceanu
Mihaela Valentina Runceanu (ur. 4 maja 1955 w Buzău, zm. 1 listopada 1989 w Bukareszcie) – rumuńska piosenkarka. 
Córka Nicolae i Lenuțy. Zginęła zamordowana w swoim domu, dzień po ukazaniu się jej drugiej płyty Pentru voi, muguri noi.

## Dyskografia
- Mihaela Runceanu (1987)
- Pentru voi, muguri noi (1989)